# Bölcskei Duna-holtág
Koordináták: é. sz. 46° 44′ 47″, k. h. 18° 58′ 35″46.746389°N 18.976389°E
A Bölcskei Duna-holtág a Duna egyik holtága Bölcske közelében. A Dunát és a holtágat az ún. Nagy-Malát sziget választja el. 

## Megközelítése
Bölcskéről
Ha Bölcskéről akarjuk megközelíteni, akkor a Kossuth útról le kell kanyarodnunk a Felső-rév utcába. Ezután, ha leértünk az erdőig, menjünk tovább az erdőn át vezető úton, egészen a gáton (töltésen) át a csónakházig.
Töltésről (gátról)
A töltés Bölcskén a Lomb utcából indul, a Duna mentén halad, és Pakson a 6-os számú főútba torkollik. Ha a töltésről akarunk indulni, vagy Bölcskén, vagy Madocsán, vagy Pakson kell felmennünk rá. Akárhol lemehetünk róla a Dunára, vagy a holtágra.

## Turizmus
Ma már nem lehet fürödni a csónakháznál, csak egy kicsit délebbre.